# Cabinet de guerre impérial

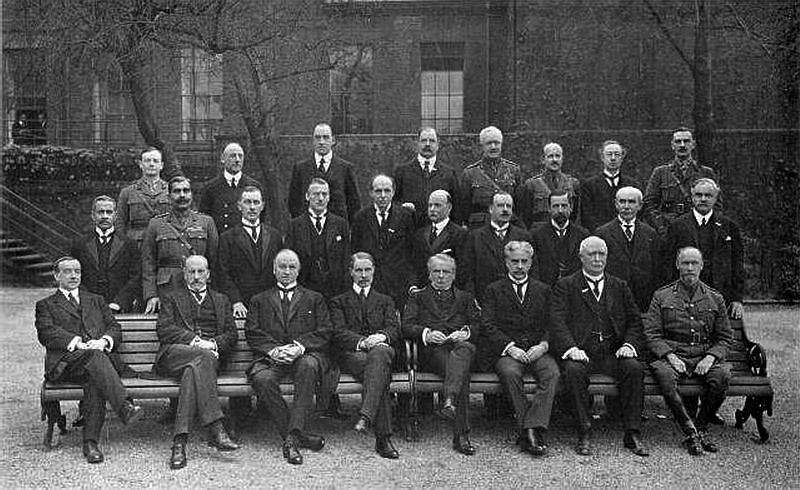
Le Cabinet de guerre impérial en 1917

Le cabinet de guerre impérial fut créé par le Premier ministre britannique David Lloyd George au printemps 1917, afin de coordonner les efforts militaires de l'Empire britannique dans le cadre de la Première Guerre mondiale. Il se réunit tout au long des années 1917 et 1918 et réunit Lloyd George, le Premier ministre canadien Robert Borden, les Premiers ministres sud-africains Louis Botha et Jan Smuts, le Premier ministre australien Billy Hughes, le Premier ministre néo-zélandais William Massey, le secrétaire d'État à l'Inde James Meston, et d'autres ministres importants du Royaume-Uni et des dominions. Le maharadjah Ganga Singh et Sir Satyendra Prasanna Sinha sont les seuls membres du cabinet à ne pas être britanniques.
En avril 1917, la conférence de guerre impériale vote la résolution IX, une résolution concernant une conférence impériale spéciale à venir pour redéfinir les relations des parties membres de l'Empire. Ce réajustement devait être basé sur la reconnaissance complète des dominions en tant que nations autonomes d'un Commonwealth impérial, avec une « voix appropriée » dans les affaires étrangères.
Winston Churchill ressuscita le Cabinet de guerre impérial durant la Seconde Guerre mondiale à la demande du Premier ministre australien John Curtin. Le Premier ministre canadien William Lyon Mackenzie King refusa de rejoindre le Cabinet. Churchill étant déjà peu enthousiaste à l'idée de partager le pouvoir avec les dominions, le rôle du Cabinet de guerre impériale durant la Seconde Guerre mondiale fut largement inférieur à ce qu'il avait été durant la Première.